# Мохаммеди, Наджиб
Наджиб Мохаммеди (р. 12 марта 1985) — французский профессиональный боксёр, выступающий в полутяжёлой и во второй средней весовых категориях.  Обладатель следующих профессиональных боксерских титулов: чемпион Франции в полутяжёлом весе (2008—2009, 2013); чемпион Европейского союза в полутяжёлом весе по версии EBU (2010); интерконтинентальный в полутяжёлом весе по версии  World Boxing Federation (2011—2012); чемпион мира в полутяжёлом весе по версии World Boxing Federation (2012); континентальный чемпион в полутяжёлом весе по версии World Boxing Association (2013); чемпион  франкоязычного мира по версии World Boxing Council в втором среднем весе (2016);  континентальный чемпион в полутяжёлом весе по версии World Boxing Association (2018). Помимо этого был претендентом на следующие титулы чемпиона мира в полутяжёлом весе по версиям: International Boxing Federation, World Boxing Associationи и World Boxing Organisation.

## Биография
25 марта 2005 года дебютировал в профессиональном боксе, победив единогласным решением судей Магида Бен Дрисса.
В 2014 году победил украинского боксёра Анатолия Дудченко и стал официальным претендентом на бой против Бернарда Хопкинса. В 2015 году встретился с российским боксёром Сергеем Ковалёвым в бою за титулы чемпиона мира в полутяжёлом весе по версиям International Boxing Federation (2-я защита Ковалёва) World Boxing Association Super (2-я защита Ковалёва), World Boxing Organisation (6-я защита Ковалёва), но проиграл ему нокаутом в 3-м раунде, до этого на его счету также был нокдаун во втором раунде. Позже Мохаммеди заявил, что не мог продолжать бой из-за того, что во время одного из ударов Ковалёв попал большим пальцем ему в глаз. В апреле 2016 года сразился с харьковским боксёром Александром Гвоздиком за  вакантный титул NABF в полутяжёлом весе, но проиграл нокаутом во втором раунде. В октябре того же года встретился с другим харьковским боксёром за вакантный титул чемпиона франкоязычного мира по версии World Boxing Council во втором среднем весе Романом Шкарупой, Мохаммеди победил единогласным решением судей.

## Статистика профессиональных боев
В таблице перечислены результаты всех поединков боксёров.
В каждой строке указан результат поединка. Дополнительно номер поединка обозначен цветом, который обозначает итог поединка. Расшифровка обозначений и цветов представлена в нижеследующей таблице.
| Пример | Расшифровка                     |
| ------ | ------------------------------- |
|        | Победа                          |
|        | Ничья                           |
|        | Поражение                       |
|        | Планируемый поединок            |
|        | Поединок признан несостоявшимся |
| КО     | Нокаут                          |
| ТКО    | Технический нокаут              |
| PTS    | Решение судей (по очкам)        |
| UD     | Единогласное решение судей      |
| MD     | Решение большинства судей       |
| SD     | Раздельное решение судей        |
| RTD    | Отказ от продолжения боя        |
| DQ     | Дисквалификация                 |
| NC     | Поединок признан несостоявшимся |

| Бой | Рекорд    | Дата                 | Соперник                 | Место боя                     | Результат  | Примечания |
| --- | --------- | -------------------- | ------------------------ | ----------------------------- | ---------- | --- |
| 50  | 42(25)-8  | 14 сентября 2019     | Конни Конрад             | Германия                      | TKO4 (12)  | Завоевал титул чемпиона по версии IBF European в полутяжёлом весе. |
| 49  | 41(24)-8  | 27 апреля 2019       | Евгений Шведенко         | Германия                      | UD10 (10)  | Бой за вакантные титулы интер-континентального чемпиона по версии IBO и чемпиона Евразии по версии EPB во 2-м среднем весе. |
| 48  | 41(24)-7  | 30 марта 2019        | Борис Лесинс             | Франция                       | TKO2 (6)   | |
| 47  | 40(23)-7  | 13 октября 2018      | Владимир Шишкин          | Екатеринбург, Россия          | TKO10 (12) | Бой за титул континентального чемпиона во втором среднем весе по версии World Boxing Association, 1-я защита Шишкина. |
| 46  | 40(23)-6  | 21 июля 2018         | Фёдор Чудинов            | Москва, Россия                | SD12 (12)  | Бой за титул интерконтинентального чемпиона во втором среднем весе по версии World Boxing Association, 2-я защита Чудинова. |
| 45  | 40(23)-5  | 30 марта 2018        | Хадиллах Мохаумади       | Леваллуа-Перре, Франция       | UD12 (12)  | Бой за вакантный титул континентального чемпиона во втором среднем весе по версии World Boxing Association. |
| 44  | 39(23)-5  | 11 ноября 2017       | Хаким Зулиха             | Монтиньи-ле-Бретоннё, Франция | UD10 (10)  | |
| 43  | 38(23)-5  | 15 октября 2016      | Роман Шкарупа            | Исси-ле-Мулино, Франция       | UD12 (12)  | Бой за вакантный титул чемпиона франкоязычного мира по версии World Boxing Council во втором среднем весе. |
| 42  | 37(23)-5  | 4 апреля 2016        | Александр Гвоздик        | Лас-Вегас, США                | KO2 (10)   | Бой за вакантный титул NABF в полутяжёлом весе. |
| 41  | 37(23)-4  | 25 июля 2015         | Сергей Ковалёв           | Лас-Вегас, США                | KO3 (12)   | Бой за титулы чемпиона мира в полутяжёлом весе по версиям International Boxing Federation (2-я защита Ковалёва) World Boxing Association Super (2-я защита Ковалёва), World Boxing Organisation (6-я защита Ковалёва). Мохаммеди в нокдауне во 2-м раунде. |
| 40  | 37(23)-3  | 14 марта 2015        | Ли Кэмпбелл              | Монреаль, Канада              | TKO6 (10)  | |
| 39  | 36(22)-3  | 8 ноября 2014        | Деметриус Уокер          | Атлантик-Сити, США            | KO1 (10)   | |
| 38  | 35(21)-3  | 21 июня 2014         | Анатолий Дудченко        | Уилкс-Барре, США              | TKO7 (12)  | |
| 37  | 34(20)-3  | 30 ноября 2013       | Александр Червяк         | Экс-ан-Прованс, Франция       | TKO6 (12)  | Бой за звание континентального чемпиона в полутяжёлом весе по версии World Boxing Association. |
| 36  | 33(19)-3  | 4 октября 2013       | Патрик Байс              | Франция                       | UD10 (10)  | Бой за звание чемпиона Франции в полусреднем весе. |
| 35  | 32(19)-3  | 18 мая 2013          | Шалва Джомардашвили      | Марсель, Франция              | KO3 (8)    | |
| 34  | 31(18)-3  | 20 апреля 2013       | Хаким Чиуи               | Ле-Пен-Мирабо, Франция        | TKO3 (12)  | Бой за вакантный титул континентального чемпиона по версии World Boxing Association в полутяжёлом весе. |
| 33  | 30(17)-3  | 26 января 2013       | Роман Ваницки            | Витроль, Франция              | TKO2 (6)   | |
| 32  | 29(16)-3  | 10 ноября 2012       | Сергей Белошапкин        | Экс-ан-Прованс, Франция       | TKO4 (8)   | |
| 31  | 28(15)-3  | 15 июня 2012         | Дуду Нгумбу              | Ле-Пен-Мирабо, Франция        | TKO5 (12)  | Бой за звание чемпиона мира в полутяжёлом весе по версии World Boxing Federation. |
| 30  | 27(14)-3  | 19 мая 2012          | Мехди Амар               | Ле-Пен-Мирабо, Франция        | TKO4 (8)   | |
| 29  | 26(13)-3  | 20 апреля 2012       | Мохамед Белкасем         | Ле-Пен-Мирабо, Франция        | UD12 (12)  | Бой за титул интерконтинентального чемпиона в полутяжёлом весе по версии World Boxing Federation. |
| 28  | 25(13)-3  | 18 ноября 2011       | Эитей Поверс             | Алжир                         | KO8 (8)    | |
| 27  | 24(12)-3  | 8 октября 2011       | Дмитрий Сухотский        | Санкт-Петербург, Россия       | TKO2 (12)  | Бой за титул интерконтинентального чемпиона в полутяжёлом весе по версии World Boxing Organisation, 2-я защита Сухотского. |
| 26  | 24(12)-2  | 23 июня 2011         | Георгий Тевдорашвили     | Ле-Пен-Мирабо, Франция        | UD12 (12)  | Бой за вакантный титул интерконтинентального чемпиона по версии World Boxing Federation. |
| 25  | 23(12)-2  | 11 декабря 2010      | Нэйтен Клеверли          | Ливерпуль, Великобритания     | UD12 (12)  | Бой за титул временного чемпиона мира в полутяжёлом весе по версии World Boxing Organisation. |
| 24  | 23(12)-1  | 8 октября 2009 год   | Джамель Селини           | Ле-Пен-Мирабо, Франция        | TKO3 (12)  | Бой за титул чемпиона Европейского союза в полутяжёлом весе по версии European Boxing Union, 1-я защита Мохаммеди. |
| 23  | 22(11)-1  | 23 апреля 2009 год   | Томас Адамек             | Ле-Пен-Мирабо, Франция        | TKO4 (12)  | Бой вакантный титул чемпиона Европейского союза в полутяжёлом весе по версии European Boxing Union. |
| 22  | 21(10)-1  | 26 ноября 2009       | Андрей Зайцев (2)        | Ле-Пен-Мирабо, Франция        | UD12 (12)  | |
| 21  | 20(10)-1  | 6 ноября 2009        | Эльвенсо Собрал          | Тулон, Франция                | TKO2 (8)   | |
| 20  | 19(9)-1   | 10 сентября 2009 год | Тьерри Карл              | Париж, Франция                | TKO1 (6)   | |
| 19  | 19(9)-0   | 27 июня 2009 год     | Хосе Таварес             | Ле-Канне, Франция             | RTD10 (10) | Бой за титул чемпиона Франции в полутяжёлом весе, 5-я защита Мохаммеди. |
| 18  | 18(8)-0   | 27 апреля 2009 год   | Белид Ахсам              | Ле-Канне, Франция             | KO5 (10)   | Бой за титул чемпиона Франции в полутяжёлом весе, 4-я защита Мохаммеди. |
| 17  | 17(7)-0   | 5 февраля 2009       | Мартел Белла Оломе (2)   | Париж, Франция                | UD10 (10)  | Бой за титул чемпиона Франции в полутяжёлом весе, 3-я защита Мохаммеди. |
| 16  | 16(7)-0   | 22 ноября 2008       | Амар Мансер              | Ле-Мазюр, Франция             | RTD6 (10)  | Бой за титул чемпиона Франции в полутяжёлом весе, 2-я защита Мохаммеди. |
| 15  | 15(6)-0   | 18 сентября 2008     | Абделькадер Бенциния (3) | Париж, Франция                | TKO4 (10)  | Бой за титул чемпиона Франции в полутяжёлом весе, 1-я защита Мохаммеди. |
| 14  | 14(5)-0   | 5 июня 2008          | Карим Баннама            | Париж, Франция                | UD10 (10)  | Бой за вакантный титул чемпиона Франции в полутяжёлом весе. |
| 13  | 13(5)-0   | 3 мая 2008           | Мартел Белла Оломе       | Марсель, Франция              | PTS8 (8)   | |
| 12  | 12(5)-0   | 29 февраля 2008      | Лубу Хантак              | Марсель, Франция              | KO1 (6)    | |
| 11  | 11(4)-0   | 16 ноября 2007       | Карлос Дуарте            | Безье, Франция                | TKO4 (6)   | |
| 10  | 10(3)-0   | 29 июня 2007         | Андрей Зайцев            | Марсель, Франция              | UD6 (8)    | |
| 9   | 9(3)-0    | 27 апреля 2007       | Абделькадер Бенциния (2) | Ленгольсайм, Франция          | TKO5 (8)   | |
| 8   | 8(2)-0    | 23 марта 2007        | Ахилл Оман Бойя          | Франция                       | RTD5 (8)   | |
| 7   | 7(1)-0    | 1 июня 2006          | Курил Бонги              | Марсель, Франция              | KO1 (8)    | |
| 6   | 6(0)-0    | 17 марта 2006        | Гислайн Эбуаба Вандо     | Франция                       | PTS8 (8)   | |
| 5   | 5(0)-0    | 10 февраля 2006      | Лоран Гури (2)           | Ле-Пен-Мирабо, Франция        | PTS8 (8)   | |
| 4   | 4(0)-0    | 2 февраля 2006       | Лоран Гури               | Ле-Пен-Мирабо, Франция        | PTS8 (8)   | |
| 3   | 3(0)-0    | 4 ноября 2005        | Албан Жируард            | Ле-Пен-Мирабо, Франция        | PTS6 (6)   | |
| 2   | 2(0 KO)-0 | 17 июня 2005         | Абделькадер Бенциния     | Ле-Пен-Мирабо, Франция        | PTS6 (6)   | |
| 1   | 1(0 KO)-0 | 25 марта 2005        | Магид Бен Дрисс          | Ле-Пен-Мирабо, Франция        | PTS6 (6)   | Профессиональный дебют. |